# Recuerdos (novela)
Recuerdos (en inglés: Memory) es un relato de ciencia ficción del subgénero ópera espacial, escrito en 1996 por la autora norteamericana Lois McMaster Bujold. El relato fue nominado al Premio Locus de novela corta de 1997. Pertenece a la serie de Miles Vorkosigan, y fue publicado como un anexo dentro de la novela Cetaganda.
Se ha publicado posteriormente una versión extendida, de 432 páginas, siendo finalista del Premio Hugo de 1997.

## Sinopsis
A los 29 años, y tras ser resucitado de su criogenización, Miles sufre como secuela unos ataques esporádicos que le impiden desempeñar correctamente su trabajo. A pesar de falsificar un informe médico a sus superiores para ocultarlo, es descubierto y obligado a dimitir de su cargo en la SegImp (Seguridad Imperial), pero pronto volverá a investigar un atentado sufrido por su exjefe, Simón Illyan, esta vez como Auditor Imperial designado por el propio Emperador.

## Cronología
Las fechas de publicación de los distintos relatos de la saga de Miles Vorkosigan no se corresponden con el orden cronológico interno de la trama. Dentro de la serie, este relato se encuentra:
| Precedido por: Danza de espejos | Serie:                    | Seguido por: |
| ------------------------------- | ------------------------- | ------------ |
| Danza de espejos                | Serie de Miles Vorkosigan | Komarr       |